# Strongylognathus huberi
Strongylognathus huberi är en myrart som beskrevs av Auguste-Henri Forel 1874. Strongylognathus huberi ingår i släktet Strongylognathus och familjen myror. IUCN kategoriserar arten globalt som sårbar. Inga underarter finns listade i Catalogue of Life.